# Синнингия
Синни́нгия (лат. Sinningia) — род многолетних трав или полукустарников семейства Геснериевые с хорошо развитыми клубнями и опушёнными листьями. Цветки обычно крупные, 5-членные, с ярким венчиком колокольчатой формы. Выделяют 70 видов синнингии. Происхождение — Южная Америка.
Название роду дано в честь Вильгельма Зиннинга (1792—1874), главного садовника ботанического сада Боннского университета.
Гибридные синнингии выращивают в оранжереях и комнатах; они зацветают в апреле-мае. Они легко размножаются семенами, клубнями, листовыми черенками, отцветшими цветоносами.

## Биологическое описание
Наземные, эпифитные, а также наскальные виды представляют собой многолетние травянистые растения с клубневидными корневищами. Клубни могут достигать 40 см в диаметре. Вертикальные однолетние побеги длиной от 0,1 до 1,5 м выходят из подземного клубня и в большинстве случаев не образуют боковых ветвей. При отсутствии клубня приземная часть стеблей имеет мясистое утолщение. Листья эллиптической или продолговатой формы длиной от 0,1 до 6 см с изрезанными или зубчатыми краями покрыты мелким пухом или волосками и снабжены черешками. На стебле листья располагаются супротивно, либо группами по три, либо образуют приземную розетку.
Боковой или центральный цветочный побег несёт от 1 до 10 отдельных цветков, цветоножки которых выходят из основания листа. В зависимости от вида цветки покрыты снаружи более или менее выраженным пухом. Цветоножка достигает длины от 1 до 15 см, но иногда она отсутствует. Цветки имеют сростнолепестной венчик в виде трубки или колокольчика длиной от 2 до 6 см, по краям разделенный на 5 сегментов треугольной или ланцетовидной формы. Окраска цветков белая, оранжевая, синяя, розовая или красная. Выходящие из основания венчика 5 тычинок несут по 4 парных пыльника. Пестик длинный и прямой. Рыльце имеет форму губ. Нектарник имеет форму редуцированных желез, расположенных у основания венчика. Он имеет две доли или состоит из двух и более отдельных желез.
Плод представляет собой более или менее конусообразную коробочку длиной до 1 см, образованную двумя плодолистиками. Семена размером до 1 мм коричневого цвета с продольными темными полосками, имеют удлиненную форму в виде эллипсоида.

## Культивирование
Синнингия красивая (Sinningia speciosa) и некоторые другие виды послужили для создания многих сортов с разнообразно окрашенным и махровым венчиком, известных под названием глоксинии (лат. Gloxinia).

## Виды
По информации базы данных The Plant List, род включает 70 видов:
- Sinningia aggregata (Ker Gawl.) Wiehler
- Sinningia aghensis Chautems
- Sinningia allagophylla (Mart.) Wiehler
- Sinningia amambayensis Chautems
- Sinningia araneosa Chautems
- Sinningia barbata (Nees & Mart.) G.Nicholson
- Sinningia brasiliensis (Regel & E.Schmidt) Wiehler
- Sinningia bulbosa (Ker Gawl.) Wiehler
- Sinningia calcaria (Dusén ex Malme) Chautems
- Sinningia canescens (Mart.) Wiehler
- Sinningia cardinalis (Lehm.) H.E.Moore
- Sinningia carolinae (Wawra) Benth. & Hook.f. ex Siebert & Voss
- Sinningia × cerina (hort. ex J.Paxton) H.E.Moore
- Sinningia cochlearis (Hook.) Chautems
- Sinningia concinna (Hook.f.) G.Nicholson
- Sinningia conspicua (Seem.) G.Nicholson
- Sinningia cooperi (J.Paxton) Wiehler
- Sinningia curtiflora (Malme) Chautems
- Sinningia defoliata (Malme) Chautems
- Sinningia discolor (Decne. ex Hanst.) Sprague
- Sinningia douglasii (Lindl.) Chautems
- Sinningia elatior (Kunth) Chautems
- Sinningia eumorpha H.E.Moore
- Sinningia gesneriifolia (Hanst.) Clayberg
- Sinningia gigantifolia Chautems
- Sinningia glazioviana (Fritsch) Chautems
- Sinningia guttata Lindl.
- Sinningia harleyi Chautems
- Sinningia hatschbachii Chautems
- Sinningia helleri Nees
- Sinningia hirsuta (Lindl.) G.Nicholson
- Sinningia iarae Chautems
- Sinningia incarnata (Aubl.) D.L.Denham
- Sinningia insularis (Hoehne) Chautems
- Sinningia kautskyi Chautems
- Sinningia lateritia (Lindl.) Chautems
- Sinningia leopoldii (Scheidw. ex Planch.) Chautems
- Sinningia leucotricha (Hoehne) H.E.Moore
- Sinningia lindleyi Schauer
- Sinningia lineata (Hjelmq.) Chautems
- Sinningia macrophylla (Nees & Mart.) Benth. & Hook.f. ex Fritsch
- Sinningia macropoda (Sprague) H.E.Moore
- Sinningia macrorrhiza (Dumort.) Wiehler
- Sinningia macrostachya (Lindl.) Chautems
- Sinningia magnifica (Otto & A.Dietr.) Wiehler
- Sinningia maximiliana (Hanst.) Benth. & Hook. ex Fritsch
- Sinningia micans (Fritsch) Chautems
- Sinningia nivalis Chautems
- Sinningia nordestina Chautems, Baracho & J.A.Siqueira
- Sinningia × ornata (Van Houtte) H.E.Moore
- Sinningia piresiana (Hoehne) Chautems
- Sinningia polyantha (DC.) Wiehler
- Sinningia pusilla (Mart.) Baill.
- Sinningia reitzii (Hoehne) L.E.Skog
- Sinningia richii Clayberg
- Sinningia × rosea (H.E.Moore & R.G.Wilson) H.E.Moore
- Sinningia rupicola (Mart.) Wiehler
- Sinningia sceptrum (Mart.) Wiehler
- Sinningia schiffneri Fritsch
- Sinningia sellovii (Mart.) Wiehler
- Sinningia speciosa (Lodd.) Hiern — Синнингия красивая
- Sinningia striata (Fritsch) Chautems
- Sinningia sulcata (Rusby) Wiehler
- Sinningia tribracteata (Otto & A.Dietr.) Wiehler
- Sinningia tuberosa (Mart.) H.E.Moore
- Sinningia tubiflora (Hook.) Fritsch
- Sinningia valsuganensis Chautems
- Sinningia verticillata (Vell.) H.E.Moore
- Sinningia villosa Lindl.
- Sinningia warmingii (Hiern) Chautems